# Idiom
În lingvistică, termenul „idiom” (în română din cuvântul francez idiome, la rândul său din latinescul idioma provenind din cuvântul grecesc ἰδίωμα – idíōma) înglobează termenul „limbă”, termenii care denumesc diversele feluri de limbi (de exemplu „limbă creolă”, „pidgin”, „lingua franca”, „limbă vehiculară” etc.), varietățile regionale ale unei limbi („dialect”, „subdialect”, „grai”) și varietățile sociale ale unei limbi: „argou”, „jargon” etc. Unii lingviști includ aici și termenul „idiolect”. Prin urmare, se poate vorbi, de exemplu, despre idiomul românesc, idiomul aromân (macedoromân), idiomul muntenesc, idiomul oltean etc.
După lingvistul francez Philippe Blanchet,
„Un idiom este o rețea minimală de sisteme lingvistice individuale ce se identifică printr-un autoglotonim și o conștiință lingvistică specifice.”
În general, termenul „idiom” este folosit când subiectul abordat de cercetător nu necesită ca acesta să opteze pentru unul din termenii „limbă”, „dialect”, „subdialect” și „grai”, mai ales când este greu sau chiar imposibil să se oprească la unul din aceștia.
„Idiom” este un termen util mai ales în cazul societăților multilingve, cum sunt cele din majoritatea țărilor africane, în care coexistă numeroase varietăți ale unor limbi care nu sunt nici măcar suficient studiate.
Termenul „idiom” se mai folosește și ca gen proxim pentru definirea termenilor ce denumesc feluri de limbi sau varietăți ale unei limbi.
Deoarece chestiunea „limbă sau dialect?” provoacă de multe ori controverse extralingvistice, unii autori folosesc termenul „idiom” pentru a evita aceasta. Pierre Blanchet, în lucrarea în care îl folosește, justifică aceasta prin dorința de „a evita conotațiile ideologice ale terminologiei tradiționale”.
Termenul acesta se găsește și folosit în mod greșit, cu sensul „expresie idiomatică”, sub influența cuvântului englezesc idiom care are și acest sens, mai ales în materiale privind limba engleză și învățarea ei. Dicționarele explicative ale limbii române nu dau sensul „expresie idiomatică” la cuvântul „idiom”.